# Lista postaci serii Katekyō Hitman Reborn!
Poniżej znajduje się lista postaci z mangi i anime autorstwa Akiry Amano pt. Katekyō Hitman Reborn!. Akcja dzieje się w fikcyjnym mieście o nazwie Namimori, w nowoczesnej Japonii.
Historia kręci się wokół szkoły średniej Namimori, do której uczęszcza Tsunayoshi "Tsuna" Sawada. Pewnego dnia dowiaduje się, że jest spadkobiercą najpotężniejszej rodziny mafijnej, Vongoli. Obecny szef Vongoli wysyła swego najbardziej zaufanego człowieka, tytułowego bohatera, a zarazem dziecko-zabójcę, Reborna, aby szkolił przyszłego szefa. Tsuna stopniowo staje się bardziej pewny siebie, podczas gdy Reborn powoli rekrutuje członków do rodziny, która obejmuje głównie przyjaciół ze szkoły. Spotkanie wrogów, takich jak Gang Kokuyo, grupa przestępców mafijnych czy Varia, elitarny oddział zabójców może okazać się ogromnych wyzwaniem dla Tsuny i jego "rodziny".
Różne publikacje tej serii manga chwaliły ekscentrycznych bohaterów. Silnym atrybutem historii jest humor poszczególnych bohaterów. Zmiana opowieści na bardziej poważną w tomie ósmym zdobyła jeszcze więcej pochwał, w których recenzenci wychwalali zmiany w bohaterach.

## X pokolenie Vongoli

### Tsunayoshi Sawada
Tsunayoshi Sawada (沢田 綱吉/ツナ Sawada Tsunayoshi) – czternastoletni uczeń szkoły średniej Namimori, ze względu na swoją niską samoocenę oraz brak talentu w jakiejkolwiek dziedzinie znany jest jako "Beznadziejny Tsuna". Po dowiedzeniu się, iż jest spadkobiercą Rodziny Vongola, częściowo ze względu na swoje powiązania z "Pierwszym" który jest jego pra-pra-pra-pradziadkiem oraz przedwczesną śmierć innych kandydatów na stanowisko "Dziesiątego" zostaje uczniem najlepszego zabójcy Vongoli, zabójczego dziecka Reborna. Tsuna odbywa specjalny trening, podczas którego zostaje wielokrotnie trafiony Kulą Ostatniej Woli, dzięki której jego fizyczne ograniczenia zostają pominięte aby mógł spełnić swoje marzenia. Nowe zdolności Tsuny spotykają się z entuzjazmem ze strony szkolnych kolegów, którzy zaczynają postrzegać go w coraz lepszym świetle. Mimo swojego przeznaczenia wielokrotnie stara się odrzucić stanowisko, które mu przysługuje ale poprzez wplątanie swoich przyjaciół w przestępczy świadek mafijny musi stanąć w ich obronie.
W anime jego głos jest podkładany przez Yukari Kokubun.

### Hayato Gokudera
Hayato Gokudera (狱 寺 隼 人 Gokudera Hayato) – jest czternastoletnim studentem z Włoch, który poprzez wymianę został uczniem klasy Tsuny. Gokudera jest specjalistą od dymanitu nazywanym ""Dymiąca Bomba Hayato" (スモーキン・ボム 隼人 Sumōkin Bomu Hayato) lub "Huraganowa Bomba Hayato" (w anime). Ukrywa on na całym ciele wiele rodzajów bomb, które podpala poprzez papieros, który trzyma w ustach bądź zapalniczkę. Początkowo przybywa do Japonii w celu sprawdzenia Tsuny, jednak po wielkim poświęceniu Tsuny aby go uratować, staje się jego wiernym przyjacielem i poprzysięga mu zostanie jego prawą ręką. Jest porywczy i zapalczywy co owocuje częstymi konfliktami z innymi bohaterami starającymi się być blisko Tsuny.
W anime jego głos jest podkładany przez Hidekazu Ichinose.

### Takeshi Yamamoto
Takeshi Yamamoto (山 本 武 Yamamoto Takeshi) – jest popularną czternastoletnią gwiazdą baseballu w szkole średniej Namimori. Jest beztroskim i rzadko biorącym coś na poważnie człowiekiem, który na poważnie bierze jedynie mecze. Po wygranym dzięki Tsunie meczu siatkówki stają się bliskimi przyjaciółmi. Zostaje zrekrutowany przez Reborna i przyłącza się do rodziny Tsuny, lecz uważa iż jest to najzwyklejsza gra w mafię. Jednak dzięki swojej wojowniczej duszy udaje mu się nauczyć od swojego ojca tajemniczej sztuki walki mieczem "Shigure Soen Ryu". Mimo iż staje się oddanym i wiernym członkiem rodziny oraz coraz lepszym szermierzem nie pojmuje powagi sytuacji, w którą został wplątany.
W anime jego głos jest podkładany przez Suguru Inoue.

### Lambo
Lambo (ランボ Ranbo) – jest pięcioletnim zabójcą z Włoch związanym z rodziną Bovino (wł. Bydło) ubierającym się w kombinezon w krowie łaty. Jest charakterystycznym bohaterem, jego włosy uczesane są w ogromne afro w którym przetrzymuje wiele różnych przedmiotów (m.in. przekąski oraz broń) z doczepianymi po boku rogami. Pomimo iż jest zabójcą brakuje mu dyscypliny oraz dojrzałości emocjonalnej co objawia się ciągłym płaczem. Aby udowodnić, iż jest godnym bycia szefem rodziny Bovino przylatuje do Japonii, aby zabić Reborna – najlepszego zabójcę rodziny Vongola. Najczęściej w walce używa granatów oraz specjalnej rodzinnej broni – Dziesięcioletniej Bazooki, która na pięć minut zastępuje użytkownika jego odpowiednikiem z przyszłości. Piętnastoletni Lambo nadal pozostaje mazgajem, lecz poprzez zmiany w wyglądzie staje się popularny wśród dziewczyn.
W anime jego dziecięcy głos jest podkładany przez Junko Takeuchi, a starszy przez Kenjiro Tsude.

### Ryohei Sasagawa
Ryohei Sasagawa (笹川 了平 Sasagawa Ryōhei) – jest piętnastoletnim pasjonatem boksu oraz przewodniczącym szkolnego koła bokserskiego w średniej szkole Namimori. Wciąż nakłania wszystkich silnych ludzi czy nie chcieliby dołączyć do jego klubu, zwłaszcza zależy mu na Tsunie, który jako jedyny pokonał go w równej walce na arenie. W odpowiedzi Reborn rekrutuje go jako kolejnego członka rodziny Vongola. Kiedy jest wśród Tsuny i jego przyjaciół zaczyna szaleć z nadmiaru energii oraz pragnie stać się częścią rodziny. Ze względu na swój temperament nie do końca rozumie całej sytuacji z mafią, ale jest zadowolony iż może walczyć u boku swoich przyjaciół i bronić ich. Ciągłe treningi oraz walki doprowadzają go do szczytu kondycji dzięki czemu staje się cennym sprzymierzeńcem.
W anime jego głos jest podkładany przez Hidenobu Kiuchi.

### Kyoya Hibari
Kyoya Hibari (雲雀 恭弥 Hibari Kyōya) – jest liderem Komitetu Dyscyplinarnego Namimori, którego członkowie są mu wierni mimo braku opieki nad nimi. Choć najczęściej jest spokojny, w walce staje się gwałtowną i morderczą bronią, która podczas walki używa dwóch tonfa jako swojej głównej broni. Mimo iż używa swojego statutu w szkole do nękania innych, rzeczywiście jest dumny ze swojej szkoły i ma miękkie serce do dzieci i zwierząt. Jednak uczniowie nie są jedynymi ludźmi bojącymi się go, nauczyciele i inni mieszkańcy Namimori znają go dobrze, gdyż na nich również wymusza swoje żądania. Jest typowym samotnikiem, który zwykle ma ochotę pobić wszystkich osobników będących w pobliżu. Mimo iż dołącza do rodziny nie interesuje go los Tsuny i innych członków rodziny, jest jedynie zainteresowany zdolnościami Reborna.
W anime jego głos jest podkładany przez Takashiego Kondo.

### Chrome Dokuro
Chrome Dokuro (クローム 髑髏 Kurōmu Dokuro), pierwotnie nazwana Nagi (凪) – jest trzynastoletnią Japonką, która nosi mundurek szkolny Kukuyo. Mukuro Rokudo używa jej jako pomocnicy odkąd uratował jej życie, tworząc iluzję narządów które utraciła w wypadku samochodowym. Chrome do tej pory pokazała jedynie dwie z sześciu dróg Mukuro: tworzenia iluzji i przywoływania zwierząt, które mogą zabić przeciwnika. Japoński rōmaji jej imienia Kurōmu Dokuro, to anagram Mukuro Rokudō.

Chrome jest posiadaczką pierścienia Mgły, lecz podczas ciężkiej walki w konflikcie o pierścienie podczas walki z Mammonem jej miejsce zajmuje Mukuro Rokudo i pokonuje przeciwnika. Po przeniesieniu w przyszłość jej stan pogarsza się, lecz dzięki radzie dorosłego Hibariego udaje jej się stworzyć ponownie swoje narządy wewnętrzne z pomocą swojego pierścienia Vongoli. Następnie otrzymuje swoje Pudełko-Broń Vongoli w którym znajduje się Demon Spade Evil Lens dzięki któremu może ona widzieć przez iluzje wroga.
W anime jej głos jest podkładany przez Satomi Akesaka.

## Przeciwnicy

### Gang Kukuyo
Gang Kokuyo to grupa prowadzona przez Mukuro Rokudo, którą utworzyli uciekinierzy po ucieczce ze specjalnego więzienia o wysokim poziomie bezpieczeństwa we Włoszech, w którym przebywają groźni przestępcy, którzy dopuścili się zbrodni przeciwko mafii. Mukuro wraz z dwoma towarzyszami z którymi uciekł, (Ken Joshima i Chikusa Kakimoto) zatrudnia innych przestępców, którzy byli w stanie wyrwać się z tego samego więzienia, jakiś czas później. Po klęsce z rąk Tsuny i jego przyjaciół, zostają ponownie uwięzieni, lecz Chikusa i Ken są później w stanie uciec dzięki pomocy Mukuro, który dobija targu z Vongola dla ich bezpieczeństwa.

### Varia
Varia jest ugrupowaniem zrzeszającym elitę zabójców rodziny Vongola. Składa się z najzdolniejszych morderców działających w każdym zakamarku mafijnego półświatka. Każdy z członków podejmuje się wyzwań, które uważane są za niemożliwe do wykonania dla zwykłego człowieka. Większość ludzi którzy widzieli ich w działaniu twierdzi iż ich zdolności są oszałamiające. Pomimo braku szacunku dla innych członków są lojalni wobec swojego lidera – Xanxusa, który jest synem Dziewiątego szefa Vongoli. Nieznana jest dokładna liczba członków ugrupowania wiadomo jedynie iż składa się z siedmiu oficerów, a spośród reszty wybierany jest elitarny oddział składający się z pięćdziesięciu członków.

### Rodzina Millefiore
Rodzina Millefiore (ミルフィオーレファミリー Mirufiōre Famirī) – jest rodziną mafijną, którą poznajemy podczas walki z Vongolą w przyszłości. Rodzina ta powstała z połączenia dwóch innych: Gesso (ジェッソ, Jesso?) prowadzonej przez Byakurana oraz Giglio Nero (ジッリョネロ, Jirryo Nero?) prowadzonej przez Uni. Są podzieleni na dwie grupy, aby rozróżniać członków starych rodzin, które następnie podzielone są na siedemnaście drużyn, których nazwy pochodzą od kwiatów oraz roślin. Pierwotnie Giglio Nero to Black Spell specjalizujący się w otwartych starciach, a Gesso to White Spell zajmujący się sprytnymi taktykami. Wydaje się, iż mimo połączenia rodzin panuje pomiędzy nimi nadal wrogość wynikająca z braku komunikacji oraz sabotaży pomiędzy poszczególnymi drużynami. Rodzina ta posiada Pierścienie Mare posiadające równie wielką moc jak i Pierścienie Vongoli.

### Rodzina Shimon
Rodzina Shimon jest jedną z sojuszniczych rodzin Vongoli, dzięki przyjaźni Giotto (Pierwszego szefa Vongoli) oraz Pierwszego szefa rodziny Shimon, niestety ich siła w ciągu kilkudziesięciu lat stopniowo zaczęła maleć przez co zaczęli być uważani jako słaba i mało znacząca rodzina. Siedmiu członków rodziny zostało uczniami szkoły średniej Namimori, dzięki wymianom uczniowskim. Uczniowie ci to Shitt P, Adelheid Suzuki, Kaoru Mizuno, Rauji Oyama, Koyo Aoba, Julie Kato oraz dziesiąty szef Shimon Enma Kozato. Początkowo wydają się być entuzjastycznie nastawieni wobec Tsuny i jego przyjaciół, jednak ich prawdziwym celem jest zemsta na rodzinie Vongola, która podobno zdradziła ich za czasów "Pierwszego". Są posiadaczami Pierścieni Shimon, których moc pochodzi od Vongola Sin (pl "Grzechu Vongoli") czyli próbce w której mieści się krew Pierwszego szefa rodziny Shimon. Ich pierścienie używają płomieni Ziemi w przeciwieństwie do pierścieni Vongoli, które używają płomieni Nieba.

## Inne Postaci

### Rodzina Vongoli
Rodzina Vongola (ボンゴレファミリー Bongore Famirī) – od dawna najpotężniejsza z rodzin mafijnych w całym Włoszech, została utworzona 400 lat przed rozpoczęciem akcji anime. Historia rodziny uważana jest za krwawą i brutalną w która wplątane jest kilka rodzin oraz organizacji, między innymi niesławni Arcobaleno. Giotto aka Vongola I (Primo) jest założycielem Rodziny Vongola, znany był ze swoich niekonwencjonalnych działań, do swojej rodziny włączał wszystkich godnych ku temu ludzi – dzięki czemu członkami mafii zostawali królowie, generałowie wojsk, członkowie wrogich mafii oraz duchowni. Wszystkich członków rodzin, ze wszystkich pokoleń łączą wspólne cechy dzięki czemu wybierani są dzięki zwiększonej "intucji" szefów Vongoli. Poza tym są posiadaczami Pierścieni Vongola, siedmiu bezcennych pierścieni, które istnieją od początku powstania rodziny i są znakami kolejnych pokoleń Vongoli. Rodzina ta bogata jest w różne tradycje, między innymi Konflikt Pierścienia, w którym biorą udział dwaj kandydaci na stanowisko kolejnego szefa.

#### Timoteo
Timoteo (ボンゴレ) a.k.a. Vongola Nono (ボンゴレIX代目(ノーノ) Bongore Nono) jest aktualnym szefem (Dziewiątym) rodziny Vongola, jako swojej broni głównej używa berła. Z powodu swojego wieku staje się zbyt słaby, aby nadal rządzić tak wielką mafią, więc postanawia wybrać swojego następcę, którym zostaje syn Iemitsu Sawady – Tsuna. Jednak adoptowany syn Dziewiątego – Xanxus – uważa się za bardziej odpowiednią osobę na to stanowisko, więc porywa Dziewiątego i podstawia na jego miejsce sobowtóra, który zarządza rozpoczęcie Konfliktu Pierścienia pomiędzy dwoma kandydatami. Prawdziwy Vongola Nano zostaje umieszczony w Gola Moska, robocie który stopniowo wysysa z niego życiowe siły, aby być zdolnym do walki. Zostaje uratowany podczas walki, gdy Tsuna przecina robota na pół. Pojawia się w wizji Tsuny, twierdząc iż kandydat na Dziesiątego może być już martwy w przyszłości.

#### Giotto
Giotto (ヂオト) a.k.a. Vongola Primo (ボンゴレ I 世 (プリーモ) Bongore Purīmo) – jest bezpośrednim przodkiem Tsuny oraz pierwszym szefem rodziny Vongola. Pojawia się wielokrotnie podczas walki z rodziną Millefiore, umacniając pozycję Tsuny jako Dziesiątego szefa Vongoli oraz uznając go za godnego spadkobiercę. Jego strażnikami byli: Alaude, Knuckle, G, Ugetsu Asari, Lampo i Daemon Spade, będący bardzo podobnymi do przyjaciół Dziesiątego.
W anime jego głos jest podkładany przez Daisuke Namikawa.

#### Giannini
Giannini – jest częścią rodziny, która od wielu lat zajmuje się modyfikowaniem broni dla Vongoli, niestety ale ulepszenia Giannini'ego nie zawsze się sprawdzają, co tak naprawdę zwykle kończy się zepsuciem oręża naszych bohaterów. Jako dziecko porusza się wewnątrz dziwnej okrągłej maszyny, jednak gdy poznajemy go w przyszłości przestaje z niej korzystać, a jego zdolności do modyfikacji broni stają się naprawdę imponujące.

#### Talbot
Talbot – jest tajemniczym staruszkiem pracującym dla Vongoli, nikt nie wie ile tak naprawdę ma lat ale krążą plotki iż pomagał rodzinie już za czasów Pierwszego. Kiedy pierścienie Vongoli zostają zniszczone w walce z rodziną Shimon, Talbot naprawia je łącząc je z krwią Giotto oraz Pierścieniami zwierząt. Po naładowaniu nowych pierścieni płomieniami strażników Tsuny stają się one Dziesiątą wersją zbroi Vongoli.

### Arcobaleno
Arcobaleno (wł. "Tęcza") – jest to grupka siedmiu najsilniejszych dzieci w mafii, każdy z nich posiada smoczek w jednym z kolorów tęczy odpowiadający kolorowi ich Płomieniowi Ostatniej Woli. Jako dorosłe osoby zostali zamienieni w dzieci, w celu ochrony "7³" (Tri-Ni-Sette). Każde z nich uzyskało "przekleństwo", specjalną umiejętność oraz możliwość emitowania Płomienia Ostatniej Woli z własnego ciała.
Colonello, posiadacz niebieskiego smoczka, nie był oryginalnym Arcobaleno lecz wszedł na miejsce Lal Mirch w dniu gdy przeszła transformację. W tomie siódmym, posiadacz zielonego smoczka Verde (ヴェルデ Verude) stara się zamordować Tsunę, wysyłając zabójców w specjalnych kombinezonach dających im niewidzialność, jednak nie udaje im się wykonać ich misji. Znany jest również jako twórca Pudełek z bronią. Posiadaczką pomarańczowego smoczka była babcia Uni, Luce (ルーチェ Ruche), która przed śmiercią przekazała go swojej córce Arii. Posiadaczem czerwonego smoczka jest mistrz I-pin, Fon (风 Fong), o którym niestety zbyt wiele nie wiadomo. Wszyscy Arcobaleno zostają zabici, jednak dzięki poświęceniu Uni, która odziedziczyła pomarańczowy smoczek zostają przywróceni do życia.

#### Reborn
Reborn (リボーン Ribōn) – jest posiadaczem żółtego smoczka Słońca. Tytułowy bohater jest dzieckiem zabójcą, jednym z członków rodziny Vongola. Jest najbardziej zaufanym człowiekiem Dziewiątego, dzięki czemu zostaje wysłany do Japonii aby szkolić Tsunę na przyszłego szefa mafii. Ponieważ jest oficjalnym członkiem Vongoli oraz ma tylko szkolić Tsunę nie może uczestniczyć w większości walk, jedynie w obronie własnej. Jego towarzyszem jest zmiennokształtny kamelon Leon (レオン Reon), który zwykle siedzi na jego kapeluszu. Kule używane przez Reborna tworzone są wewnątrz Leona, jednak kiedy uczeń Arcobaleno zaczyna robić wyraźne postępy Leon gubi swój ogon, przez co nie może wytwarzać kul dla Reborna. Zamiana Leona w broń jest specjalnym zagraniem Reborna nazywanym Chaos Shot, tworzący płomienie o temperaturze panującej na Słońcu, które zabijają przeciwnika. Po stworzeniu specjalnej broni dla studentów Leon wraca do normy.
Bez względu na sytuację Reborn zawsze stara się zapanować nad emocjami, dzięki czemu jest w stanie trzeźwo ocenić sytuację. Ulubionym powiedzonkiem bohatera jest "Ciaossu" (połączenie wł. Ciao oraz jap. Ossu), najczęściej pojawia się przebrany za jakąś inną osobę, której oprócz Tsuny i Dino nikt nie rozpoznaje.
Po przeniesieniu do przyszłości okazuje się, iż Reborn, w tych czasach został zabity z innymi Arcobaleno przez Byakurana z rodziny  Millefiore, poprzez wyemitowanie do atmosfery Siedmiu Promieni. Reborn postanawia pozostać w podziemnej bazie Vongoli w specjalnym skafandrze aby uniknąć śmierci co wyklucza go z walki z przeciwnikiem.
Najczęściej w anime jego głos jest podkładany przez Neeko, jedynie w scenach gdy jest ukazany jako dorosły jego głos jest podkładany przez Kena Narita.

#### Colonnello
Colonnello (コロネロ Koronero) – jest posiadaczem niebieskiego smoczka Deszczu. Choć nie jest częścią oryginalnego składu Arcobaleno, uzyskał niebieski smoczek po transformacji Lal Mirch. Jest odpowiedzialny za poligon w "Kraju Mafii" oraz byłym członkiem COMSUBIN, nie jest przeciwny używaniu ciężkiej broni, sam stosuje karabin przeciwpancerny jako swoją broń główną. Jego towarzyszem jest sokół, który zwykle siada na jego głowie i pomaga mu w przemieszczaniu się na większe odległości. Colonello uważa się za rywala Reborna, lecz tak naprawdę wydają się dobrymi znajomymi, których łączy wiele wspólnych cech jak bycie bezlitosnym nauczycielem, zasypianie w najmniej odpowiednich momentach czy też cięty język. Zostaje on nauczycielem Ryoheia, trenując go do Turnieju Vongoli staje się bliskim przyjacielem Tsuny i jego rodziny. W przyszłości ginie starając się ochronić Vipera.
W anime jego głos jest podkładany przez Daisuke Nakamura.

#### Skull
Skull (スカル Skaru) – jest posiadaczem purpurowego smoczka Chmury. Jest zwierzchnikiem sił zbrojnych rodziny Calcassa, zawsze ubiera się w skórzany skafander oraz kask – jego strój zostaje skopiowany przez żołnierzy. Jego towarzyszem jest gigantyczna ośmiornica o pancernych mackach, którą może sterować za pomocą ruchów palców i dłoni. Nie jest tak potężny jak Reborn czy Colonnello, dlatego nazywa ich swoimi mistrzami, z kolej Reborn nazywa go swoim lokajem – co najprawdopodobniej ma odzwierciedlenie w przeszłości Arcobaleno, gdzie Skull naprawdę musiał pracować jako podwładny Reborna. Zanim został jednym z dzieci zabójców, pracował jako kaskader nazywany "Czaszką z piekieł". W przeszłości zginął razem z innymi Arcobaleno.
W anime jego głos jest podkładany przez Tetsuye Yanagihara.

#### Viper
Viper (バイパー Baipā) – jest posiadaczem smoczka w kolorze indygo Mgły. Jest członkiem elitarnej grupy zabójców, Varia, gdzie walczy pod zmienionym imieniem – Mammon (マーモン Mamoń). Uważany jest za najlepszego z magów Arcobaleno, potrafi bezbłędnie wyśledzić poszukiwaną osobę (jeśli nie jest potężniejszym magiem) poprzez kichnięcie w specjalny papier, który zawsze nosi przy sobie. Jego towarzyszem jest czarna żaba Fantasma, która zwykle siedzi na szczycie jego głowy. Fantasma podczas walki zamienia się w żółtą jaszczurkę gryzącą swój ogon (przypomina symbol Alchemii – Uroboros) daje Viperowi możliwość latania. Viper twierdzi iż starał się przełamać "przekleństwo" Arcobaleno, pieczętując swój smoczek, aby inni Arcobaleno nie mogli go odnaleźć. Podczas Turnieju Vongoli udaje mu się przechylić szalę zwycięstwa w walce z Chrome Dokuro, jednak przejmuje nad nią kontrole Mukuro Rokudo i pomaga jej pokonać Vipera. W przyszłości najprawdopodobniej sam targnął się na swoje życie, czując iż nie ma innego wyjścia.
W anime jego głos jest podkładany przez Rumi Shishido.

#### Lal Mirch
Lal Mirch (ラル ミルチ Raru Miruchi) – jest posiadaczką uszkodzonego smoczka. Jest członkinią Arcobaleno, uważającą iż nie może żyć jako ktoś inny niż jedna z dzieci zabójców, jednak uznaje się za jedną z najsłabszych pośród członków grupy. Wynika to z jej niekompletnego "przekleństwa", które częściowo przeszło na Colonnello, jej byłego podwładnego w COMSUBIN, który próbował zająć jej miejsce. Poprzez niekompletną transformację jej smoczek deszczu, staje się częściowo smoczkiem mgły i chmury, jednak to nie wszystko błąd w transformacji przypłaciła również blizną na twarzy. Ponadto jeśli nie korzysta z uprawnień Arcobaleno, jej przekleństwo zaczyna stopniowo zanikać a ona zaczyna z powrotem stawać się dorosła. Niemniej jednak w przyszłości jej smoczek zaczyna świecić na niebiesko. Aktualnie jest członkinią CEDEF Vongola lub zewnętrznych doradców. Według Reborna zbyt łatwo pokazuje swoje emocję.
W anime jej głos jest podkładany przez Masami Suzuki.

### CEDEF
Członkowie Consulenza Esterna Della Familia (pol. Zewnętrzni doradcy rodziny) są nieoficjalnie członkami rodziny Vongola. Posiadają bardzo ważne miejsce w strukturze rodziny, gdyż w czasie kryzysu, szef CEDEF staje się drugim dowódcą mafii oraz ma on prawo do głosowania na kolejnego przywódcę rodziny Vongola. Jeśli aktualny szef rodziny oraz szef CEDEF nie zgadzają się przy wyborze następcy, przewodniczący organizacji zewnętrznych doradców ma prawo podzielić pierścienie Vongoli na pół i przekazać ich połowę swojemu kandydatowi. W takiej sytuacji następuje Turniej Vongoli nazywany również Konfliktem o pierścienie w którym biorą udział kandydaci przewodniczącego CEDEF oraz aktualnego przewodniczącego rodziny w celu odbycia walk z przeciwnikiem oraz zdobycia drugiej połowy pierścieni.

#### Iemytsu Sawada
Iemitsu Sawada (沢 田 家 光 Sawada Iemytsu) – jest ojcem Tsuny, który według swojej żony jest często nieobecny gdyż pracuje na polach ropy naftowej. Syn uważa go za osobę przegraną, lecz tak naprawdę jest on Doradcą Zewnętrznym, który zajmuje drugie pod względem ważności miejsce w Vongoli, w rodzinie znany jest jako "Młody Lew". Gdy dowiaduje się, iż Dziewiąty zmienia swojego kandydata na stanowisko Dziesiątego, zabiera połówki pierścieni Vongoli i przekazuje je swojemu kandydatowi – Tsunie. Potajemnie czuwa nad treningiem syna oraz jego przyjaciół mającym przygotować ich do walki z Varią. Podczas trwania Konfliktu Pierścieni wyrusza do Włoch, gdzie dowiaduje się, iż na stanowisku Dziewiątego przebywa sobowtór słuchający rozkazów Xanxusa. Zwykle ukazywany jest jako mężczyzna w ubraniach roboczych z kilofem.
W anime jego głos jest podkładany przez Masami Iwasaki.

#### Basil
Basilicum powszechnie znany jest po prostu jako "Basil" (バジル Bajiru), jest młodym uczniem Iemitsu i jego podwładnym. Posiada niebieski atrybut Deszczu i ma możliwość przejścia w stan Ostatniej Woli, dzięki specjalnym pigułkom otrzymanym od ojca Tsuny. Dzięki częstym treningom od małego stał się bardzo dobrym wojownikiem. Zostaje wysłany z misją dostarczenia połówek pierścieni Vongoli synowi Iemitsu, nie wiedząc iż są one tylko podróbkami staję do walki o nie z jednym z zabójców grupy Varia – Squalo. Mimo iż został użyty jako wabik nadal pozostaje lojalny swojemu mistrzowi i postanawia pomóc Tsunie w jego treningu. CEDEF wysyła go w przyszłości jako wsparcie Vongoli, gdzie po raz pierwszy widzimy jego towarzysza – delfina, którym może telepatycznie sterować. Basil stara się zwracać z szacunkiem do wszystkich przyjaciół Tsuny dodając do ich imion przyrostek "-dono".
W anime jego głos jest podkładany przez Yuka Terasaki.

### Cervello
Cervello (チェルベッロ Cheruberro) – jest to organizacja podlegająca bezpośrednio Dziewiątemu szefowi Vongoli, zrzesza ona kobiety wyglądające tak samo, które przestają być indywidualnymi osobami porzucając swoje imiona. Jeśli jedna z przedstawicielek zginie bądź zostanie poważnie zraniona kolejna z kobiet zajmuje jej miejsce. Oprócz kobiet organizacja ta zdaje się mieć w swoich szeregach utalentowanych iluzjonistów. Cervello są sędziami Turnieju Vongoli, słuchającymi bezpośrednio rozkazów sobowtóra Dziewiątego. W przyszłości pracują z Shoichi Irie i są częścią drużyny White Millefiore Family's Spell. Podczas walki Tsuny z Six Funeral Wreaths (pol. Sześć wieńców pogrzebowych) Cervello są sędziami pojedynków.

### Foundation
Foundation (pol. Fundacja) – jest organizacją założoną przez Kyoya Hibariego w celu zebrania informacji na temat "mocy ostatecznej". Jej członkami zostali byli członkowie Komitetu Dyscyplinarnego szkoły średniej w Namimori między innymi Tetsuya Kusakabe (草 壁 哲 矢 Kusakabe Tetsuya) – podwładny Hibariego oraz drugi dowódca komitetu, który zwykle czesze swoje włosy w pompadour.
W anime jego głos jest podkładany przez Takagiego Shuna.

### Inni

#### Kyoko Sasagawa
Kyoko Sasagawa (笹 川 京 子 Sasagawa Kyoko) – siostra Ryoheia oraz dziewczyna, w której podkochuje się Tsuna. Nie jest zbyt inteligentna więc na początku uważa wszystkie dziwne rzeczy dziejące się wokół niej za jakąś grę, mimo to jest dobroduszną i uprzejmą dziewczyną, która bardzo martwi się o swoich przyjaciół. Zwykle wraz z Haru zajmuje się dzieciakami przebywającymi w domu Tsuny. Mimo że nie jest świadoma uczuć jakimi darzy ją Dziesiąty, uważa go za dobrego przyjaciela i jest gotowa pomóc mu w każdy możliwy sposób. Po raz pierwszy widzi walczącego Tsunę gdy zostaje wysłana 10 lat w przyszłość razem z innymi przyjaciółmi. Gdy coraz więcej dziwnych rzeczy zaczyna dziać się wokół niej postanawia razem z Haru szpiegować przyjaciół przez co dowiadują się prawdy o Vongoli.
W anime jej głos jest podkładany przez Yune Inamure.

#### Hana Kurokawa
Hana Kurokawa (黒 川 花 Kurokawa Hana) – jest koleżanką z klasy Tsuny i Kyoko. Wydaje się być inteligentniejsza i doroślejsza od reszty postaci, mimo iż nie zna prawdy o Vongoli jest podejrzliwa co do działań Tsuny i jego przyjaciół. Zakochuje się w piętnastoletnim Lambo, uważając go za chłopaka swoich marzeń i nie wiedząc iż tak naprawdę jest on chłopakiem z przyszłości, jednocześnie nienawidzi dzieci (szczególnie pięcioletniego Lambo) co objawia się pokrzywką na jej ciele gdy zbytnio się denerwuje.
W anime jej głos jest podkładany przez Miki Ootani.

#### Nana Sawada
Nana Sawada (沢 田 奈 々 Sawada Nana) – jest żoną Iemitsu oraz matką Tsuny, bardzo kochającą i wierzącą w swojego syna. Przyjmuje z otwartymi ramionami wszystkich znajomych swojego syna, dbając o nich oraz karmiąc ich jakby byli częścią rodziny oraz nie widząc w ich zachowaniu niczego dziwnego. Wydaje się być nieświadomą iż jej mąż oraz syn zostają częścią jednej z największych rodzin mafijnych, jednak ma przeczucie iż to co robią jest dla nich niebezpieczne.
W anime jej głos jest podkładany przez Rike Fukami.

#### Bianchi
Bianchi (ビアンキ Bianki) – jest siostrą Gokudery, po śmierci matki Gokudery jego ojciec żeni się z matką Bianchi. W mafii znana jest jako "Trujący Skorpion Bianchi", z powodu swojej niecodziennej umiejętności – "trującego gotowania", sama nie zauważa na sobie żadnych objawów jedzenia przygotowanych przez siebie posiłków, więc dzieli się nimi z innymi ludźmi. Choć ma dość napięte stosunki z bratem, troszczy się o niego i martwi tym iż powoduje jego bóle żołądka. Wcześniej zakochana była w chłopaku o imieniu Romeo, który wyglądem przypominał dorosłego Lambo, aktualnie podkochuje się w Rebornie i pragnie pozbyć się jak najszybciej Tsuny, aby móc wrócić ze swoim ukochanym do Włoch. Uważa iż miłość jest najsilniejszą rzeczą w życiu człowieka.

W przyszłości wyrusza w podróż z Fuutą, aby zdobyć ważne informacje na temat rodziny Millefiore. Uczy swojego brata jak kontrolować moc pierścieni oraz używać pudełek z bronią. Sama jest użytkowniczką pudełka zwanego Scorpione De Tempesta (pol. Burzowe Skorpiony)
W anime jej głos jest podkładany przez Rie Tanaka.

#### Haru Miura
Haru Miura (三浦 ハル Miura Haru) – jest ekscentryczną i pełną energii dziewczyną, która ma tendencję do wyciągania złych wniosków i przebierania się w dziwne stroje, które sama szyje w swoim domu. Pomimo swojego dziwnego zachowania uczęszcza do średniej szkoły Midori – najbardziej ekskluzywnej szkoły dla elit. Początkowo bardzo podoba jej się Reborn, jednak gdy Tsuna ratuje ją przed utonięciem w rzece zakochuje się w nim i obiecuje sobie iż zostanie jego żoną. Jest osobą nadopiekuńczą wobec dzieci, często pomaga z Kyoko w zajmowaniu się dziećmi w domu Tsuny. Według Tsuny, Haru staje się bardzo kobieca w przyszłości, mimo to jej charakter pozostaje niezmienny.
W anime jej głos jest podkładany przez Hitomi Yoshida.

#### Doctor Shamal
Dr Shamal (dr シャマル dr Shamaru) – jest zwariowanym kobieciarzem, który traci głowę gdy widzi jakąś ładną dziewczynę. Przeprowadza się do Japonii, gdyż w swoim kraju poszukiwany jest przez 2082 kobiety, w tym jedną królową. Jest jednym z najbardziej wykwalifikowanych lekarzy, potrafiących wyleczyć każdą chorobę jednak postanawia iż nigdy nie będzie leczył mężczyzn. Oprócz tego znany jest jako utalentowany zabójca nazywany "Trójzębnym Shamalem", ze względu na sposób w jaki zabija swoich przeciwników. Nosi przy sobie kasetkę, w której przenosi 666 tabletek, które zawierają trójzębne mosquity przenoszące 666 różnych chorób. Sam twierdzi iż jest chory na każdą z nich, lecz dzięki przeciwnym chorobą udaje mu się ograniczyć negatywne skutki zakażeń. Shamal okazuje się być osobą, która zaproponowała Gokuderze, aby używał w walce dynamitu kiedy pracował w rodzinny zamku Gokudery. Zgadza się ponownie szkolić Hayato podczas Konfliktu Pierścienia, nauczając swojego studenta iż należy bardziej dbać o swoje życie jak i o życie swoich towarzyszy.
W anime jego głos jest podkładany przez Toshinobu Katsuye.

#### I-Pin
I-Pin (イーピン Īpin) – jest pięcioletnią zabójczynią z Hongkongu. Jest regularnie zmieniana w swoją piętnastoletnią wersję poprzez trafienie Dziesięcioletnią Bazooką Lamba. Jako Starsza I-pin już mówi płynnie po japońsku i jest jedną z najlepiej zapowiadających się zabójczyń. Mimo to pracuje w niepełnym wymiarze godzin w chińskiej restauracji, aby opłacić czesne na studiach – jednak udaje jej się zachować swoje umiejętności. Główną bronią I-pin jest Pięść Gyoza, która łączy sztuki walki z wyrabianiem czosnkowych bułeczek Gyoza, których zapach oszałamia mózg i powoduje niekontrolowane skurcze mięśni. Jej najbardziej destrukcyjną bronią jest "Czasowa Bomba Pinzu", która aktywuje się gdy I-pin zostaje zawstydzona. Numery Pin (odpowiadające tym z madżonga) pojawiają się na czole zabójczyni, po czym wojowniczka zamienia się w ludzką bombę zdolną do wysadzenia sporego obszaru ziemi. Kolejnym jej problemem jest krótkowzroczność, która często wprowadza ją w błędne myślenie między innymi myli Lambo z brokułowym potworem. Zakochuje się w Kyoya Hibarim, który jest uderzająco podobny do jej mistrza.
W anime jej głos jest podkładany przez Li-Mei Chiang.

#### Dino
Dino (ディーノ Dino) – jest dwudziestodwuletnim Dziesiątym szefem rodziny Chiavarone (キャバッロネファミリー Kyabarrone Famirī), która jest jednym z sojuszników Vongoli. Dino mimo swojego młodego wieku jest wielkim wojownikiem i przywódcą. Kameleon Reborna – Leon stworzył specjalnie dla Dino broń (bicz) oraz zwierzęcego towarzysza – Enzo, który rośnie pod wpływem wody. Podobnie jak Tsuna, Dino początkowo nie chciał mieć nic wspólnego z mafią lecz po przejściu specjalnego treningu Reborna stał się przywódcą rodziny. Stał się znany jako "Brykający Koń Dino" (跳ね 馬 ディーノ Haneuma Dino), który wyciągnął rodzinę Chiavarone z problemów finansowych przekształcając ją w trzecią najbardziej wpływową rodzinę. Jednak i tak wspaniały człowiek ma swoje problemy, gdy nie ma w pobliżu żadnego z jego podwładnych staje się nieudacznikiem. Podczas trwania Turnieju Vongoli zgadza się zostać nauczycielem Kyoya Hibariego, więc wyrusza z nim w podróż po całym kraju aby przygotować go do walki z Varią. W przyszłości uczy Tsunę i jego przyjaciół w jaki sposób kontrolować pudełka z bronią Vongoli.
W anime jego głos jest podkładany przez Kenta Kamakariego.

#### Fuuta
Fuuta (フゥ太 Fūuta) to młody chłopak posiadający informację na temat większości ludzi, które zapisuje w książce o wielkości połowy człowieka. Ma niezwykle szeroki zakres informacji na temat tysięcy członków mafii, przez co jest cennym dla każdego szefa mafii, przez co jest ścigany przez członków różnych rodzin. Kiedy zaczyna tworzenie rankingu przedmioty wokół niego zaczynają lewitować, a on sam przestaje mieć nad sobą kontrolę. Nie jest znany dokładny sposób w jaki Fuuta to robi, podejrzewa się, iż łączy się z Gwiazdą Rankingu od której otrzymuje informację. Po pewnym czasie przyłącza się do Tsuny i zamieszkuje w jego domu traktując go jak starszego brata.

W przyszłości po zebraniu informacji z Bianchi, Fuuta, który teraz nosi walizki zamiast książek wraca do Japonii z ważnymi informacjami o rodzienie Millefiore. Ujawnia również iż od trzech lat był strażnikiem Lambo i dbał o to aby w żaden sposób nic mu nie groziło.
W anime jego głos jest podkładany przez Yuko Sanpei.

#### Longchamp Naito
Longchamp Naito (内藤 ロンシャン Naitō Ronshan) – jest studentem przygotowującym się do przejęcia kiedyś posady Ósmego szefa rodziny Tomaso. Uczy się w tej samej szkole co Tsuna, jednak spotykają się dopiero w drugim roku, gdy lądują w tej samej klasie. W przeciwieństwie do Tsuny, Longchamp jest optymistą podekscytowanym wszystkim co ma związek z mafią i choć są z rywalizujących z sobą rodzin pragnie zaprzyjaźnić się z kandydatem na Dziesiątego Vongolę. Longchamp jest znany z wielkiego powodzenia u kobiet, oprócz tego ma dziwny zwyczaj zbierania dziwnych przedmiotów np. zużytych baterii czy pakietów przypraw. Jego rodzina jest twórcą Sorry Bullet (嘆き弾 Nageki Dan), który sprawia, iż osoba trafiona nim zaczyna żałować wszystkich strasznych momentów w swoim życiu.

#### Kawahiro
Kawahiro jest mężczyzną, który żyje w przyszłym Namimori i zajmuje się biurem nieruchomości, które należało do starszej pani, która znała Haru w przeszłości. Nieustannie możemy o nim usłyszeć w pierwszych odcinkach, gdy pojawia się dorosła I-pin idąca zanieść mu ramen. Pierwszy raz bohaterowie spotykają go gdy próbują się ukryć przed Six Funeral Wreaths. Posiada pierścień, który potrafi tworzyć silne i trwałe iluzje oraz zwabiać przeciwników, nieznane są jego motywy działania, lecz twierdzi, iż Tsunie i jego przyjaciołom wiele zawdzięcza.